# Inmunodifusión doble de Ouchterlony

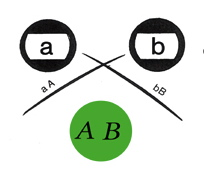
Patrón de Ouchtherlony demostrando no identidad.

La inmunodifusión doble de Ouchterlony es un método inmunológico sencillo y rutinariamente usado en el laboratorio clínico para la detección de antígenos o anticuerpos en una muestra biológica. Es considerado el proceso estándar para la detección de Antígenos Nucleares Extraíbles (ENA). 

## Procedimiento

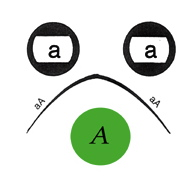
Patrón de Identidad en una placa de Ouchtherlony.

Sobre una placa con gel se corta una serie de hoyos con atención a la geometría entre un hoyo y los demás. Se coloca un extracto de células humanas (extraídas de tejido de las amígdalas) en el pocillo del centro. Este extracto contiene un cóctel de antígenos humanos naturales que se quiere obtener. El suero sanguíneo del paciente es colocado luego en uno de los pocillos exteriores y la placa se deja por 48 horas para su revelado. Durante este tiempo, los antígenos de las amígdalas y los anticuerpos en el pocillo del suero migrarán de manera radial hacia afuera de sus respectivos pocillos. Al encontrarse ambos a mitad de camino y, de haber anticuerpos en contra de los antígenos tonsilares, se unirán en una red de enlaces llamado complejo inmune, el cual precipita en el gel revelando una línea blanquecina.

## Principio

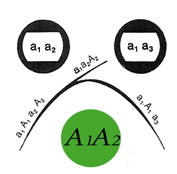
Patrón de Identidad Parcial en una placa de Ouchtherlony.

La precipitación ocurre con la mayoría de los antígenos, debido a que éstos tienden a ser multivalente, es decir, tienen varios determinantes antigénicos por molécula, al que los anticuerpos pueden enlazarse. Cada anticuerpo, a su vez, tiene por lo menos dos sitios de unión para los antígenos, de modo que se entrecruzan formando una gran matriz de agregados antígeno:anticuerpo. 
Experimentalmente, una cantidad de antígeno se añade de manera incrementada a una cantidad constante de anticuerpo en solución. Inicialmente, a una baja concentración, todo el antígeno participa en el precipitado, lo cual se conoce como una zona de exceso de anticuerpo o fenómeno de prozona. 
A medida que se añade más antígeno, la cantidad de proteína que precipita, aumenta hasta que las moléculas de antígeno:anticuerpo alcanzan una proporción óptima, llamada zona de equivalencia. 
La zona de exceso se logra cuando la concentración del antígeno excede a la de los anticuerpos, y la cantidad de precipitación disminuye (fenómeno de postzona)..

## Interpretación
El precipitado que se forma al combinarse el antígeno con los anticuerpos pueden forman una línea continua llamada identidad completa, una línea continua con un espolón en un lado llamado línea de identidad parcial, o bien dos líneas que se entrecruzan llamadas líneas de no-identidad. El tipo de línea que se forma dictará si el paciente tiene alguna forma del anticuerpo que puede estar asociado a un proceso de enfermedad.
- Datos: Q12730368